# تپه تمب تالار
تپه تمب تالار مربوط به دوره ساسانیان - صدر اسلام است و در شهرستان بستک، بخش جناح، دهستان فرامرزان، ۵۰۰ متری شرق روستای کمشک واقع شده و این اثر در تاریخ ۱۲ شهریور ۱۳۸۶ با شمارهٔ ثبت ۱۹۴۵۲ به‌عنوان یکی از آثار ملی ایران به ثبت رسیده‌است.